# São Caetano (Cantanhede)
São Caetano ist eine Gemeinde (Freguesia) im portugiesischen Kreis Cantanhede. In ihr leben 724 Einwohner (Stand 19. April 2021).